# Campbell Forsyth
Robert Campbell Forsyth (født 5. maj 1934 i Plean, Skotland, død 16. november 2020) var en skotsk fodboldspiller (målmand).
På klubplan spillede Forsyth størstedelen af sin karriere i hjemlandet, hvor han repræsenterede først St. Mirren og siden Kilmarnock. Med sidstnævnte var han i 1965 med til at vinde det skotske mesterskab, det hidtil eneste i Kilmarnocks historie. Han sluttede karrieren af i England med tre sæsoner hos Southampton.
Forsyth spillede desuden fire kampe for Skotlands landshold, som han debuterede for 11. april 1964 i et opgør mod England.

## Titler
Skotsk mesterskab
- 1965 med Kilmarnock